# Kéjjel-nappal
A Kéjjel-nappal (eredeti cím: Knight and Day) 2010-ben bemutatott amerikai akciófilm-filmvígjáték, a titkos ügynököt játszó Tom Cruise, illetve Cameron Diaz főszereplésével. A további szerepekben Peter Sarsgaard, Maggie Grace, Paul Dano és Viola Davis láthatók. A filmet James Mangold rendezte Patrick O'Neill forgatókönyve alapján.
Amerikai premierje 2010. június 25-én, Magyarországi bemutatója 2010. július 15-én volt.
Roy Miller (Tom Cruise) volt titkos ügynök megpróbál megmenteni egy találmányt, ami az emberiség javát szolgálná: egy olyan energiaforrást, ami sohasem merül ki. Eközben találkozik egy lánnyal, June Havens-szel (Cameron Diaz), aki belekeveredik az ügybe és többször életveszélybe kerül, így Roynak rá is ügyelnie kell.

## Cselekmény
A Wichitában vásárolt autóalkatrészek után a haza utazó June Havens (Cameron Diaz) a repülőtéren kétszer is összefut Roy Millerrel (Tom Cruise), akit egy későbbi járatra raknak fel. John Fitzgerald CIA-ügynök (Peter Sarsgaard) azt hiszi, hogy June Roynak dolgozik, ezért visszaviszi őt ugyanarra a járatra. Amíg June a repülőgép mosdójában van, Roy harcképtelenné teszi az utasokat és a személyzetet, akik mind Fitzgerald által küldött ügynökök voltak, és a gép egy kényszerleszállással egy kukoricaföldön landol.
Roy és June beszélgetnek álmokról és beteljesületlen vágyakról, például arról, hogy jó volna elutazni a Horn-fokig.
Roy begyógyszerezi a meglepett June-t, de közben figyelmezteti, hogy titkos ügynökök üldözni fogják.
Otthon ébredve June a nővére, April (Maggie Grace) esküvőjére készül, és megtudja, hogy a lány el akarja adni apja 1966-os Pontiac GTO tri-powerét, amelyet June nászajándékként restaurálni akart.
June-t Fitzgerald és ügynökei elkapják. Roy felbukkan, és egy üldözés során számos ügynököt megöl, majd megmenti June-t. A lány volt barátjához, Rodney-hoz (Marc Blucas), egy tűzoltóhoz fordul, mielőtt Roy megérkezik, és úgy tesz, mintha túszul ejtené June-t, és Rodney-t hőssé teszi azzal, hogy nem életveszélyesen lelövi. (Rodney-t nemsokára a tévében mutogatják).
Roy meggyőzi June-t, hogy vele nagyobb biztonságban van, és elárulja, hogy a Zephyr, egy örök energiát szolgáltató akkumulátor van a birtokában; őt bízták meg a feltaláló, Simon Feck védelmével, amíg Fitzgerald meg nem próbálta ellopni az akkumulátort, és ezzel bemártotta Royt.
Brooklynban June és Roy felfedezik, hogy Feck elrejtőzött, de Roynak hagyott egy nyomot, hogy az Alpokban van.
Antonio Quintana (Jordi Mollà) spanyol fegyverkereskedő által küldött bérencek támadnak rájuk. June ismét be van drogozva, és eszméletét veszti, miközben elfogják őket, majd Roy saját szigetére menekülnek, ami elvileg „a hálón kívül van” (=nincs telefon, internet stb.). Azonban a nővére mobilhívását fogadva June véletlenül elvezeti Quintana embereit a rejtekhelyre. Quintana pilóta nélküli légi támadó járműve elől menekülve Roy helikopterrel magával viszi June-t.
June egy osztrák vonaton ébred, ahol Roy találkozik Simonnal, és sikerül megölniük Bernardot (Falk Hentschel), a Quintana által felbérelt bérgyilkost. Miután bejelentkezik egy salzburgi szállodába, June titokban követi Royt egy találkozóra Naomival (Gal Gadot), Quintana segítőjével, ahol a férfi felajánlja, hogy eladja a Zephyrt.
Fitzgerald és a CIA igazgatója, Isabel George (Viola Davis) megtalálja June-t, és felfedik előtte, hogy Roy a reptéren őt használta fel, hogy átcsempéssze a Zephyrt a biztonsági ellenőrzésen. June összetört szívvel vezeti a CIA-t a szállodához. A háztetőkön át menekülve Royt lövés éri, és a Zephyrrel együtt a folyóba zuhan.
Simont Fitzgerald, az igazi áruló elrabolja a CIA őrizetéből, hogy átadja Quintanának Spanyolországban.
Hazatérve June részt vesz a nővére esküvőjén, és később felkeresi a Roy által kamerákkal megfigyelt címet, ahol találkozik Roy szüleivel, és megtudja, hogy Roy igazi neve Matthew Knight. A szülei ügy hiszik, hogy fiuk, az amerikai hadsereg őrmestere és az Amerikai Cserkészszövetség tagja, harcban esett el. Később több olyan nyereményjátékot nyertek, amire nem emlékeznek, hogy részt vettek volna rajta.
Miután üzenetet hagy a saját üzenetrögzítőjén, hogy nála van a Zephyr, Quintana emberei Sevillába viszik June-t. Az igazságszérum prototípusával elkábítva June elmagyarázza, hogy Roy és Quintana alkuja arra irányult, hogy riadóztassa a CIA-t, hogy June biztonságban hazatérhessen az esküvőre.
Roy, Fitzgeraldot követve, megmenti June-t, közben Quintana és az emberei az üldözésébe kezdenek. Quintana meghal egy bikaverseny alatt, Roy pedig elcseréli Fitzgeraldot a Zephyrre Simonért. Fitzgerald mégis lelövi Simont, de Roy kapja helyette a golyót. Simon felfedezi, hogy az akkumulátor instabil és fel tud robbanni, ami megöli Fitzgeraldot.
Roy kórházba kerül Washingtonban, ahol George közli vele, hogy June elment, és üdvözli őt a CIA-ben; azonban George kódolt nyelve, ahogy Roy korábban elmagyarázta June-nak, elárulja, hogy meg fogják ölni. June nővérnek álcázva magát, bedrogozza Royt, és kijuttatja a kórházból.
June felújított GTO-jában ébredve Roy és June a Horn-fok felé tart, és Roy szülei váratlanul megkapják a saját jegyüket a Horn-fokra.

## Szereplők
| Szerep             | Színész         | Magyar hang        |
| ------------------ | --------------- | ------------------ |
| Roy Miller         | Tom Cruise      | Rékasi Károly      |
| June Havens        | Cameron Diaz    | Für Anikó          |
| Fitzgerald         | Peter Sarsgaard | Széles Tamás       |
| Antonio            | Jordi Mollà     | Csankó Zoltán      |
| George igazgatónő  | Viola Davis     | Martin Márta       |
| Simon Feck         | Paul Dano       | Karácsonyi Zoltán  |
| Bernhard           | Falk Hentschel  | Takátsy Péter      |
| Rodney             | Marc Blucas     | Kálid Artúr        |
| Braces             | Lennie Loftin   | Mertz Tibor        |
| April Havens       | Maggie Grace    | Bogdányi Titanilla |
| Danny              | Rich Craig      |                    |
| Frank Jenkins      | Dale Dye        | Tolnai Miklós      |
| Molly              | Celia Weston    | Halász Aranka      |
| Naomi              | Gal Gadot       | Horváth Lili       |
| Wilmer             | Jack O'Connell  | Borbiczki Ferenc   |
| Eduardo            | Trevor Loomis   | Kapácsy Miklós     |
| Allison            | Nilaja Sun      |                    |
| Randy, autószerelő | Tommy Nohilly   |                    |
| Szakács a vonaton  | Adam Gregor     | Koroknay Géza      |

## Forgatási helyszínek
A film forgatása 2009 szeptemberében kezdődött Bostonban és Bridgewaterben (Massachusetts). A repülőtéri jelenetet Worcesterben vették fel, Massachusetts repülőterén. Mindeközben Massachusetts Melrose részén is forgattak. A spanyolországi Sevilla városában, az ausztriai Salzburgban és Danversben forgattak még.

## Filmzene
A film zenéjét John Powell szerezte. A filmzene többi részét a francia Gotan Project együttes dalai ("Diferente", "Santa Maria", "Santa Maria - Pepe Bradock Mix"), valamint más együttesek, például a The Black Eyed Peas ("Someday"), a The Kingsmen ("Louie Louie"), a The Sonics ("Shot Down") vagy a Scorpions ("Rock You Like a Hurricane") dalai teszik ki.

## Főcím dal
A The Black Eyed Peas együttes „Someday” című kislemeze a film főcímdala.